# جارو (اشتهارد)
جارو (اشتهارد)، روستایی از توابع بخش پلنگ‌آباد شهرستان اشتهارد در استان البرز ایران است.

## جمعیت
این روستا در دهستان جارو قرار دارد و براساس سرشماری مرکز آمار ایران در سال ۱۳۸۵، جمعیت آن ۶۰۲ نفر (۱۵۶خانوار) بوده‌است.